# Radziecki podbój Azerbejdżanu

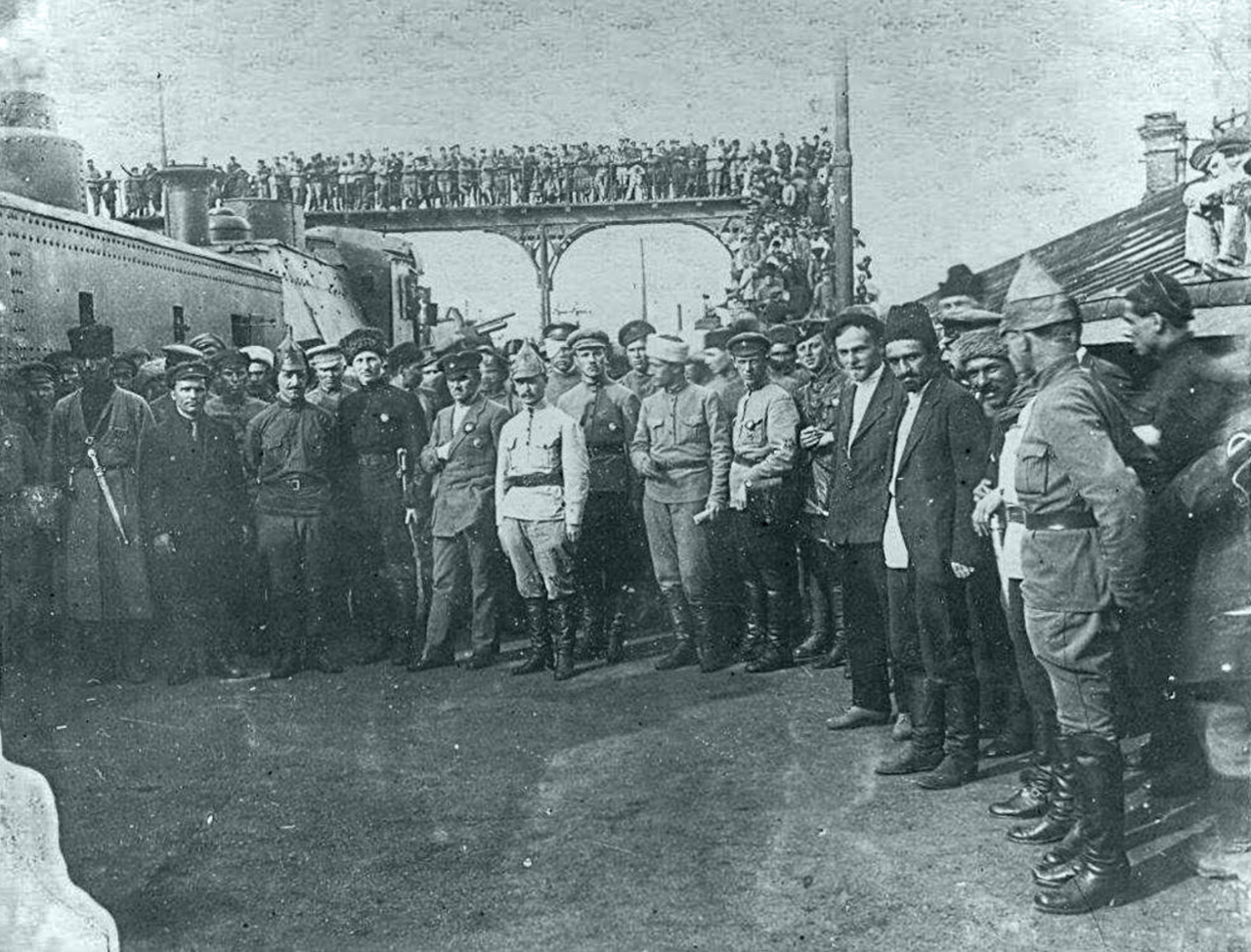
Siergiej Kirow, Anastas Mikojan, Sergo Ordżonikidze i Michaił Lewandowski z żołnierzami Armii Czerwonej w zdobytym Baku

Radziecki podbój Azerbejdżanu – opanowanie Demokratycznej Republiki Azerbejdżanu przez Armię Czerwoną. Z uwagi na słabość rządu azerskiego, brak pomocy zagranicznej dla Azerbejdżanu, w tym zgodę Turcji na opanowanie przez Rosję Radziecką Zakaukazia, jak również względnie wysokie poparcie miejscowej ludności dla partii komunistycznej (azerski Hümmət, a następnie Komunistyczna Partia Azerbejdżanu) przejęcie władzy przez bolszewików dokonało się bezkrwawo. Armia Czerwona wkroczyła do niebronionego Baku 27 kwietnia 1920.

## Tło wydarzeń
22 kwietnia 1918, w czasie rosyjskiej wojny domowej, Sejm Zakaukaski ogłosił oderwanie się Kaukazu Południowego od Rosji i proklamował powstanie Zakaukaskiej Demokratycznej Republiki Federacyjnej. Z powodu braku porozumienia między tworzącymi to państwo Gruzinami, Ormianami i Azerami przetrwało ono tylko do 26 maja tego samego roku, po czym przestało istnieć przez samorozwiązanie. W jego miejsce na Zakaukaziu powstały trzy państwa narodowe. Gruzja ogłosiła swoją niepodległość tego samego dnia, zaś Azerbejdżan i Armenia – dwa dni później. Demokratyczna Republika Azerbejdżanu była pierwszą w historii republiką zamieszkiwaną w większości przez muzułmanów. Jeszcze przed upadkiem Zakaukaskiej Demokratycznej Republiki Ludowej bolszewicy z Baku podjęli próbę przejęcia władzy, organizując Komunę Bakijską, której przywódcą był Ormianin Stepan Szaumian. Komuna przetrwała do 25 lipca 1918.
We wrześniu 1918 na terytorium Azerbejdżanu wkroczyły wojska tureckie, które faktycznie kontrolowały cały kraj do końca roku. Na jej miejsce do Azerbejdżanu wkroczyli Brytyjczycy, którzy w odróżnieniu od Turków nie ingerowali w życie polityczne republiki. Wojska brytyjskie wycofały się z Azerbejdżanu w sierpniu 1919. Sytuacja Demokratycznej Republiki Azerbejdżanu była jednak bardzo trudna. Wobec zwycięstw Czerwonych w wojnie domowej w Rosji politycy azerscy zdali sobie sprawę z tego, że ich kraj może stać się celem radzieckiego podboju. Rosja Radziecka dążyła do zdobycia Zakaukazia z powodów gospodarczych – z tego regionu pochodziło 2/3 ropy naftowej wydobywanej w Imperium Rosyjskim przed 1914, 1/4 produkcji manganu i miedzi oraz znacząca część produkcji towarów tropikalnych (owoce, wino, tytoń, herbata). Koordynacją działań bolszewików na rzecz opanowania Kaukazu zajmowało się od kwietnia 1920 Biuro Kaukaskie przy Komitecie Centralnym partii, na czele którego stał Sergo Ordżonikidze. Odpowiednie działania wojenne miała przeprowadzić 11 Armia sowiecka.

## Przebieg podboju
W niestabilnym kraju, jakim był Azerbejdżan, bolszewicy uzyskali znaczną bazę społeczną wśród bezrobotnych byłych robotników naftowych. Mogli również, wykorzystując antagonizmy etniczne, przedstawiać się jako rzecznicy praw ubogich muzułmanów, broniący ich przed ormiańskim zamożnym mieszczaństwem. Bolszewicy prowadzili akcje propagandowe w Baku zupełnie otwarcie. Wzrastało znaczenie azerskiej partii radykalnie socjalistycznej Hümmət, która, choć osłabiona po klęsce Komuny Bakijskiej, przyciągnęła nowych młodych działaczy. Zgadzali się oni na ustanowienie w Azerbejdżanie władzy radzieckiej pod warunkiem zachowania autonomii kulturalnej regionu, czy wręcz zgody na działanie dwóch partii komunistycznych: rosyjskiej i muzułmańskiej. Chociaż to ostatnie rozwiązanie zostało stanowczo odrzucone przez bolszewickich przywódców, którzy nakazali utworzenie jednej Komunistycznej Partii Azerbejdżanu, działacze azerscy kontrolowali nowo powstałą organizację, gdyż znaleźli się w jej prezydium w większości. Partia została utworzona na podziemnym zjeździe 11 lutego 1920, a w ciągu pierwszych dwóch miesięcy funkcjonowania przyciągnęła 4 tys. członków.
27 kwietnia 1920 słabo uzbrojone oddziały azerskich komunistów miały rozpocząć zbrojne powstanie. Według pierwotnych planów miało stać się ono pretekstem dla interwencji 11 Armii, przy zachowaniu pozorów, jakoby jedynie wsparła ona przejęcie władzy przez miejscowych działaczy. Tymczasem jeszcze przed podjęciem przez nie walki cztery radzieckie pociągi pancerne przekroczyły granicę azersko-radziecką. Wówczas azerscy komuniści ogłosili utworzenie Azerbejdżańskiego Komitetu Wojskowo-Rewolucyjnego z Nərimanem Nərimanovem na czele. W imieniu komitetu Həmid Sultanov wręczył parlamentowi ultimatum – żądanie oddania całej władzy w ciągu dwunastu godzin. Zostało ono przyjęte; tym samym Komunistyczna Partia Azerbejdżanu objęła władzę w sposób bezkrwawy, w dodatku większość mieszkańców stolicy nie zdawała sobie w ogóle sprawy z upadku Demokratycznej Republiki Azerbejdżanu. 28 kwietnia wojska radzieckie weszły do Baku, nie napotykając żadnego oporu. W tym samym dniu komitet wojskowo-rewolucyjny oficjalnie poinformował Lenina o przejęciu władzy i zwrócił się o pomoc wojskową, twierdząc, że azerscy komuniści nie będą w stanie samodzielnie odeprzeć wewnętrznych i zewnętrznych wrogów. W tym czasie żołnierze Armii Czerwonej faktycznie znajdowali się już w Baku. Lenin przyjął podbój Azerbejdżanu z zadowoleniem, głównie z uwagi na uzyskanie kontroli nad złożami ropy naftowej.
O sukcesie Rosji Radzieckiej w Azerbejdżanie przesądziło stanowisko Turcji, której przywódca Mustafa Kemal zgodził się na opanowanie Kaukazu przez bolszewików w zamian za ich pomoc dla tureckiego ruchu niepodległościowego. Republikańska Turcja toczyła wówczas wojnę z Grecją, wspieraną przez Wielką Brytanię, zmierzającymi do faktycznego rozbioru Turcji. Turcja i ZSRR zawarły traktat o przyjaźni 16 marca 1921; republika turecka przełamała w ten sposób międzynarodową izolację.
Opór przeciwko radzieckiej inwazji zaczął się formować na prowincji azerskiej, od początku miał jednak chaotyczny charakter i nie mógł zagrozić nowym władzom. Głównym powodem oporu przeciwko bolszewikom stało się wdrożenie polityki komunizmu wojennego. Najpoważniejsze wystąpienia antyradzieckie miały miejsce w Gandży, Górskim Karabachu, na pograniczu azerbejdżańsko-dagestańskim oraz nad granicą z Persją. Powstania te w większości były spontanicznymi zrywami ludności wiejskiej, słabo zorganizowanymi, nieposiadającymi charakteru wystąpień narodowych – w ich tłumieniu bolszewików wspierały oddziały sformowane z robotników azerskich. Szacuje się, że wskutek represji bolszewickich bezpośrednio po opanowaniu Azerbejdżanu zginęło (do sierpnia 1921) 48 tys. osób.
Pozycja bolszewików w regionie ostatecznie umocniła się po opanowaniu Armenii i Gruzji.